# Junta de Comunidades de Castela-Mancha
A Junta de Comunidades de Castela-Mancha (em castelhano: Junta de Comunidades de Castilla-La Mancha) é a instituição por meio da qual se organiza o autogoverno da comunidade autônoma de Castela-Mancha, na Espanha. 
Desde 2015, a Presidência da Junta de Comunidades é exercida por Emiliano García-Page, do Partido Socialista Operário Espanhol.

## Criação
Após a queda do regime de Francisco Franco e o advento da democracia, a Constituição espanhola de 1978 consagrou, em seu artigo 2, "o direito à autonomia das nacionalidades e regiões que compõem a Espanha e à solidariedade entre elas". Mais especificamente, o seu Título VIII prevê que as Comunidades Autônomas tenham poderes executivos e legislativos e que sua organização seja regida por seu próprio Estatuto de Autonomia.
Em 10 de agosto de 1982, o Rei João Carlos I e o Presidente do Governo Leopoldo Calvo-Sotelo promulgaram a "Lei Orgânica 9/1982 sobre o Estatuto de Autonomia de Castela-Mancha". O dispositivo consagra plenamente o direito à autonomia da região, e estabelece a Junta de Comunidades como a instituição responsável por seu autogoverno. Mais especificamente, o artigo 8 deste estatuto dispõe que: "Los poderes de la Región se ejercen a través de la Junta de Comunidades de Castilla-La Mancha".
Isto também é referido no Artigo 1, parágrafo 2, do Estatuto, que estabelece que "A Junta de Comunidades de Castela-Mancha é a instituição dentro da qual o autogoverno da Região é exercido política e legalmente".

## Composição
Também de acordo com o Artigo 8 do Estatuto de 1982, a Junta é composta por três órgãos: as Cortes de Castela-Mancha, o Presidente da Junta e o Conselho de Governo. O conjunto desses organismos têm sede na cidade de Toledo.

### Cortes de Castela-Mancha
As Cortes representam o povo, exercem o poder legislativo, adotam o orçamento regional e monitoram o Conselho de Governo e a administração.

### Presidência
O Presidente tem a função de dirigir a ação do Conselho de Governo, coordenar as funções de seus membros e assegurar a representação suprema de Castela-Mancha e a representação ordinária do Estado espanhol no território regional. Sua eleição se dá pelo voto da maioria absoluta do Plenário das Cortes de Castela-Mancha e sua nomeação corresponde ao Rei da Espanha.

### Conselho de Governo
O Conselho Administrativo é o mais alto órgão político e administrativo da Comunidade, responsável pelo exercício do poder regulamentar e pelo desempenho de funções executivas; é composto pelo Presidente do Conselho de Comunidades, que o preside, e pelos Conselheiros nomeados por ele para assumir o comando dos diversos Conselhos.